# Rio Aropaoanui
O rio Aropaoanui (Awapawanui) corre do Lago Tutira até ao Oceano Pacífico no norte da Hawkes Bay. Ele foi descrito como um dos rios mais limpos da Nova Zelândia pelo Departamento de Conservação, e acolhe várias espécies de peixes, incluindo a truta e o Puye ("whitebait"). O vale e a baía, onde corre o rio, também são conhecidos como Aropaoanui, tal como a estrada metalica com ligação a estrada entre Napier e Wairoa (a Napier-Wairoa Highway).
Aropaoanui é uma palavra maori que traduz-se aproximadamente como a grande fumaça. No mito local, a área foi nomeado quando a tribo local estavam assando seus cativos num incêndio após uma batalha vitóriosa.